# Piper deductum
Piper deductum är en pepparväxtart som beskrevs av William Trelease. Piper deductum ingår i släktet Piper och familjen pepparväxter. Inga underarter finns listade i Catalogue of Life.